# Psykoseksuelle faser
Psykoseksuelle faser er de perioder, som menneskets barndom ifølge psykoanalytikeren Sigmund Freud kan inddeles i. Ifølge Freud drejer barnets seksualitet sig om en række bestemte kropsområder i de forskellige faser:
- Den orale fase
- Den anale fase
- Den falliske/ødipale fase
- Latensfasen
- Den genitale

Forstyrrelse og undertrykkelse af den naturlige udvikling kan medføre bestemte neurotiske symptomer i voksenalderen. F.eks. kan en voksen have en anal personlighed.
Freud anser fortrængning for et grundvilkår for at kunne leve sammen i et samfund. Han kaldte det ubehaget i kulturen.

## Den orale fase
Aldersperioden 0-18 måneder. Begrebet oral refererer til munden, og i den første fase af barnets liv er munden det centrale element. Den tidligste form for lyst og tilfredsstillelse knytter sig til mund, læber og tunge.
I denne fase er barnet hjælpeløst og derfor afhængig af sin mors omsorg og pleje.
Hvis barnet får hvad det har brug for, vil det lære at verden er tryg og god. Men hvis barnet ikke får nok fysisk og psykisk omsorg vil det fikseres altså fastlåses i sine orale tilfredstillelsesformer og gennem livet hungre efter kærlighed.

## Den anale fase
Aldersperioden 18 måneder – 3 år I denne fase er endetarmsåbningen og afføring det, der forbindes med lyst og interesse. Kontrol over endetarmens lukkemuskel udvikles i denne periode.
Barnet lærer i denne periode at gå, tale og sætte sin vilje igennem.
Jeg'et dannelse er i fuld gang. Og barnet udvikler selvstændighed.

## Den Falliske/Ødipale fase
Aldersperioden 3 – 6 år. Hvor lysten knytter sig til fallos: hos drengen penis og hos pigen klitoris.
Det væsentlige og personlighedsdannende i denne fase er ødipuskomplekset. Den ødipale situation beskrives som et trekantsdrama (=Triade) hvor drengens seksuelle ønsker er rettet mod moderen, mens pigens mod faderen. Drengen opfatter sin far som rival, men samtidig angst for faderens hævn. Af frygt for at faderen skal straffe ham, ved at destruere det sensitive organ (kastrere ham), bevarer han ønsket om at være ligesom sin far og dennes værdier = identifikation med angriberen. Dette resulterer i en dannelse af overjeg'et.
For pigen er den ødipale fase endnu mere kompliceret. Ligesom drengen har den lille pige oprindeligt begæret og idealiseret moderen. Pigen opdager at hun ikke har en penis ligesom sin far – og udvikler en fantasi om at hun er blevet kastreret af moderen. Dette leder vrede mod moderen, og pigen vender sig mod faderen i håb om at han vil give hende det hun mangler altså en penis eller som et substitut, en baby. Pigen opgiver dog på sigt ønsket om at få en penis, og sætter ønsket om en baby i stedet.

## Latensfasen
Latens betyder skjult, og dette tilkendegiver, at seksualiteten og dermed også de erogene zoner ikke spiller nogen særlig stor rolle for personlighedsdannelsen i denne fase. Freud mener, at seksualiteten her hviler, mens barnet i højere grad retter sin opmærksomhed væk fra forældrene og ud mod verden. Gennem blandt andet leg og skolegang tilegner det sig omverdenen og forberedes dermed til voksenlivet.
Hvordan barnet møder verden, og hvordan verden møder barnet spiller en væsentlig rolle for barnets selvfølelse og oplevelse af social placering   